# تلفن عمومی (ترانه)
«تلفن عمومی» تک‌آهنگی از مارون ۵ با همکاری ویز خلیفا است که در ۱۶ آوریل ۲۰۱۲ و به عنوان تک‌آهنگ اصلی چهارمین آلبوم استودیی آنها، نمایش بیش از حد (۲۰۱۲) منتشر شد. این ترانه توسط آدام لوین، بنی بلانکو، عمر مالیک، روبوپاپ، شلبک و ویز خلیفا نوشته شد.
«تلفن عمومی» تصنیفی در سبک پاپ است که به عشقی که ناگهانی پایان می‌یابد می‌پردازد.